# 61*
《61＊》은 미국에서 제작된 빌리 크리스탈 감독의 2001년 드라마 영화이다. 배리 페퍼 등이 주연으로 출연하였고 로버트 F. 콜스베리 등이 제작에 참여하였다. 이 영화는 2001년 4월 28일 HBO를 통해 처음 방영되었다.

## 출연

### 주연
- 배리 페퍼
- 토마스 제인

### 조연
- 안소니 마이클 홀
- 리처드 마저
- 브루스 맥길
- 크리스 바우어
- 제니퍼 크리스탈
- 크리스토퍼 맥도날드
- 밥 건튼
- 도널드 모팻
- 죠 그리파시
- 피터 제이콥슨
- 세이무어 카셀
- 로버트 조이
- 마이클 누리

## 기타
- 공동제작: 넬리 누기엘
- 미술: 러스티 스미스
- 의상: 댄 무어
- 배역: 말리 핀